# Louky u Dlouhé Lomnice
Louky u Dlouhé Lomnice este o arie protejată (arie specială de conservare — SAC, sit de importanță comunitară — SCI) din Republica Cehă întinsă pe o suprafață de 26,3 ha, integral pe uscat.

## Localizare
Centrul sitului Louky u Dlouhé Lomnice este situat la coordonatele 50°09′05″N 12°59′59″E / 50.151389°N 12.999722°E.

## Înființare
Situl Louky u Dlouhé Lomnice a fost declarat sit de importanță comunitară în noiembrie 2009 pentru a proteja 1 specie de animale. Situl a fost protejat și ca arie specială de conservare în decembrie 2019.

## Biodiversitate
Situată în ecoregiunea continentală, aria protejată nu include niciun habitat protejat.
La baza desemnării sitului se află o specie protejată de  nevertebrate: fluturele auriu (Euphydryas aurinia).